# Dwars door de Vlaamse Ardennen
A Dwars door de Vlaamse Ardennen é uma carreira ciclista de um dia belga.
Começou-se a disputar em 2014 como amador e foi vencida pelo belga Dimitri Claeys. A partir de 2015 começou a ser profissional fazendo parte do UCI Europe Tour, dentro da categoria 1.2 (última categoria do profissionalismo).

## Palmarés
| Ano                   | Vencedor       | Segundo             | Terceiro          |
| --------------------- | -------------- | ------------------- | ----------------- |
| edição amador         |                |                     |                   |
| 2014                  | Dimitri Claeys | Gerry Druyts        | Xandro Meurisse   |
| edições profissionais |                |                     |                   |
| 2015                  | Stijn Steels   | Dimitri Claeys      | Preben Van Hecke  |
| 2016                  | Timothy Dupont | Alexander Edmondson | Rob Leemans       |
| 2017                  | Cameron Meyer  | Xandro Meurisse     | Maxime Vantomme   |
| 2018                  | Robby Cobbaert | Gerry Druyts        | Edward Planckaert |

## Palmarés por países
| País      | Vitórias |
| --------- | -------- |
| Bélgica   | 4        |
| Austrália | 1        |